# Шумова смуга

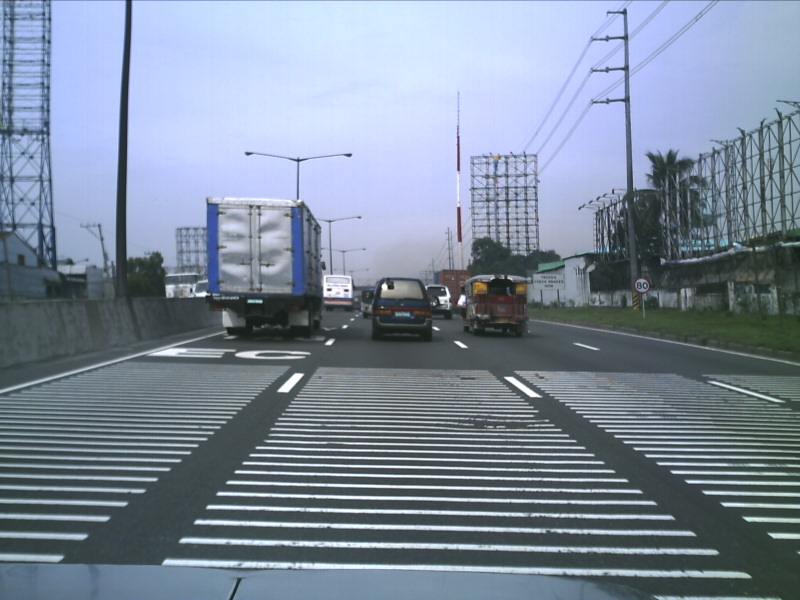
Підняті пластикові шумові смуги на перехресті, Північний Лузон Філіппіни

Шумова смуга або акустична розмітка — наземна дорожня розмітка, нанесена таким чином, що виробляє звук під час руху транспортних засобів по ній, сигналізуючи про наїзд водія на лінію. Є допоміжним засобом регулювання й убезпечення дорожнього руху.

## Історія
Вперше смуги шуму були впроваджені на Гарден-Стейт-Парквей в Нью-Джерсі в 1952 році на парковій дорозі округів Мідлсекс і Монмут - це були смуги з рифленого бетону, які виробляли шум під час руху по них.
Спочатку укладання віброізоляційних смуг на узбіччях було зосереджено на автомагістралях з використанням укочуваних віброізоляційних смуг різної конструкції за допомогою модифікованого вальця на асфальтоукладальних машинах. Пізніше підрядники, які виконували роботи з укладання дорожнього одягу, модифікували асфальтоукладальні машини для фрезерування віброізоляційних смуг в існуюче затверділе асфальтобетонне покриття. Потім з'явилися спеціально розроблені комерційні машини. Розробка керамічних і пластикових рельєфних систем дозволила встановлювати їх на автомагістралях з бетонним покриттям, а менша площа краще підходила для пунктирної осьової лінії. Потім з'явилися "віртуальні" шумові смуги.
Оскільки віртуальні смуги створюють чутний гуркіт на певних звукових частотах в залежності від відстані між канавками і швидкості автомобіля, вони були використані для створення нових музичних доріг. Вони також відомі, як "співаючі плечі" (анг. "singing shoulders").
Встановлення шумових смуг широко розповсюджене, а в деяких випадках суперечливе. Мешканці поблизу міських автомагістралей скаржаться на шум вночі, коли транспортні засоби змінюють смугу руху; або коли транспортні засоби наїжджають на поперечні шумозахисні смуги. Вторгнення шумозахисних смуг на автомагістралі з вузькими узбіччями може створити небезпеку для велосипедистів.
Американські та канадські керівництва мають мінімальні стандарти для встановлення на відомих велосипедних маршрутах. У 2009 році в Мічигані аміші стверджували, що розділювальні смуги є небезпечними для кінних екіпажів, і успішно пролобіювали їх заасфальтування. У 2010 році в Канзасі розглядалося питання про зняття розділювальних смуг з міждержавних автомагістралей, щоб дозволити автобусам рухатися по узбіччю в періоди заторів.